# Natació sincronitzada als Jocs Europeus de 2015
Les proves de Natació Sincronitzada dels Jocs Europeus estan programades per disputar-se del 12 al 16 de juny de 2015 al Baku Aquatics Center.
En un primer moment la natació sincronitzada no anava a formar part dels jocs, però en negociacions posteriors es va acordar la participació de les nedadores júniors, és a dir, menors de 18 anys.

## Medallistes
| Event | Or | Plata | Bronze |
| Solo  | Rússia · Anisiya Neborako · 170.9924 | Catalunya · Berta Ferreras i Sanz · 162.9758 | Àustria · Anna-Maria Alexandri · 162.4333 |
| Duet  | Rússia · Valeriya Filenkova · Daria Kulaguina · 169.0568 | Àustria · Anna-Maria Alexandri · Eirini-Marina Alexandri · 162.895 | Ucraïna · Yana Nariezhna · Yelyzaveta Yajno · 161.6500 |
| Equip | Rússia · Valeriya Filenkova · Maya Gurbanberdieva · Veronika Kalinina · Daria Kulaguina · Anna Larkina · Anisiya Neborako · Mariya Nemchinova · Mariya Salmina · 169.0992                                                     | Espanya · Julia Echeberria Esquivel · Berta Ferreras i Sanz · Helena Jaumà Lluch · María del Carmen Juárez Campos · Emilia Luboslavova Boneva · Raquel Estefanía Navarro Fernández · Itziar Sánchez-Guardamino · Irene Toledano Carmelo · 162.0406                                            | Ucraïna · Valeriya Aprieleva · Valeriya Berezhna · Veronika Hryshko · Yana Nariezhna · Alina Shynkarenko · Kateryna Tkachova · Yelyzaveta Yajno · Anna Yesipova · 159.0860 |
| Combo | Rússia · Anastasiya Arjipovskaya · Valeriya Filenkova · Maya Gurbanberdieva · Veronika Kalinina · Daria Kulaguina · Anna Larkina · Anisiya Neborako · Mariya Nemchinova · Yelizavetra Ovchinnikova · Mariya Salmina · 90.2333 | Espanya · Julia Echeberria Esquivel · Berta Ferreras i Sanz · Helena Jaumà Lluch · María del Carmen Juárez Campos · Emilia Luboslavova Boneva · Raquel Estefanía Navarro Fernández · Sara Saldaña López · Itziar Sánchez-Guardamino · Irene Toledano Carmelo · Lidia Vigara Rodrigo · 87.7333 | Ucraïna · Valeriya Aprieleva · Valeriya Berezhna · Veronika Hryshko · Yana Nariezhna · Alina Shynkarenko · Kateryna Tkachova · Yelyzaveta Yajno · Anna Yesipova · 86.8667  |

## Medaller
| Pos. | País    | Or | Plata | Bronze | Total |
| 1    | Rússia  | 4  | 0     | 0      | 4     |
| 2    | Espanya | 0  | 3     | 0      | 3     |
| 3    | Àustria | 0  | 1     | 1      | 2     |
| 4    | Ucraïna | 0  | 0     | 3      | 3     |
|      | TOTAL   | 4  | 4     | 4      | 12    |